# Ка-137
Ка-137 — российский многоцелевой БПЛА (вертолёт), разработанный в ОКБ Камова и предназначенный для решения широкого класса задач в интересах МЧС и Минобороны Российской Федерации. Первый полёт совершил в 1998 году.

## Технические возможности и спецификация
Беспилотный вертолёт Ка-137 выполнен по соосной схеме. Шасси четырёхопорное. Корпус имеет шарообразную форму с диаметром 1,3 м. Оборудованный спутниковой навигационной системой и цифровым автопилотом Ка-137 движется по заранее намеченному маршруту автоматически и выходит в заданное место с точностью до 60 м.

## ЛТХ

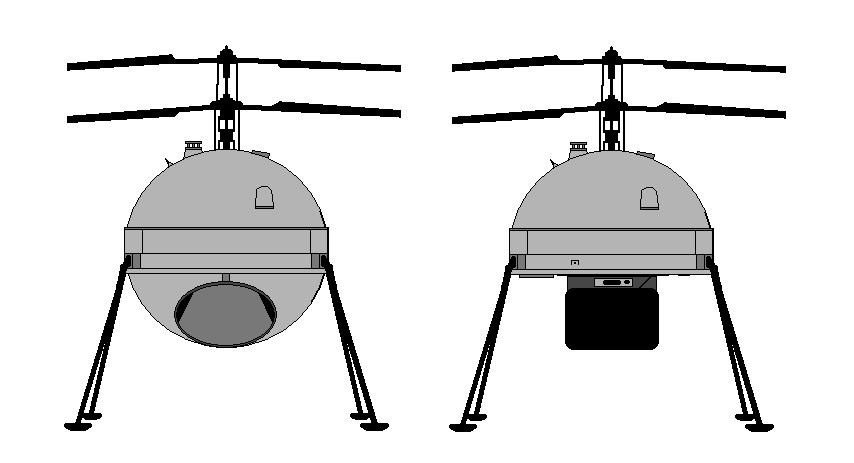
Схематическое изображение Ка-137

Технические характеристики
- Грузоподъёмность: нормальная - 50 кг, максимальная - 80 кг
- Длина: 1,88 м
- Диаметр несущего винта: 5,30 м
- Высота: 1,88 м
- Масса пустого: 200 кг
- Максимальная взлётная масса: 280 кг
- Силовая установка: 1 × ПД Hirht 2706 R05
- Мощность двигателей: 1 × 65 л. с.

Лётные характеристики
- Максимальная скорость: 175 км/ч
- Крейсерская скорость: 145 км/ч
- Практическая дальность: 530 км
- Практический потолок: 5000 м
- Статический потолок: 2900 м
- Продолжительность полёта: 4 ч

## Интересный факт
В интернете получил неофициальное прозвище «Пепелац» по аналогии с летательным аппаратом из фильма «Кин-дза-дза!».